# Dynamine smerdis
Dynamine smerdis är en fjärilsart som beskrevs av Günter Theodor Tessmann 1928. Dynamine smerdis ingår i släktet Dynamine och familjen praktfjärilar. Inga underarter finns listade i Catalogue of Life.